# Breithorn (Alpy Berchtesgadeńskie)
Breithorn – szczyt w Alpach Berchtesgadeńskich, części Alp Bawarskich. Leży w Austrii, w kraju związkowym Salzburg, przy granicy z Niemcami.